# Hamartia
Hamartía (en griego antiguo: ἁμαρτία) es un término usado en la Poética de Aristóteles, que se traduce usualmente como "error trágico", "error fatal", defecto, fallo o pecado. Es el error fatal en que incurre el "héroe trágico" que intenta "hacer lo correcto" en una situación en la que lo correcto, simplemente, no puede hacerse.
En griego, la palabra hamartía tiene sus raíces en la noción de errar el tiro, no dar en el blanco (hamartanein) e incluye un amplio espectro de significados, desde el accidente hasta el error, así como el dolor o el pecado. Incluso un accidente puede ser considerado una traducción apropiada de hamartía, puesto que "en ambos casos uno puede no dar en el blanco". En Ética a Nicómaco hamartía se describe por Aristóteles como una de las tres clases de ofensas que un hombre puede infligir a otro. Hamartía es una ofensa cometida por ignorancia (cuando la persona afectada o el resultado no son lo que el agente suponía que eran). Esto implica que el personaje incurre en un error fatal basándose en un autoconocimiento incompleto. Por ejemplo, la hamartía de Edipo fue matar a su padre porque, aunque sabía que estaba perpetrando un asesinato, ignoraba que el hombre era un rey y su padre. Él "erró el tiro" en el asesinato, porque pretendía matar a un extraño y mató a alguien con quien estaba íntimamente ligado.

## Hamartía en el héroe
En la tragedia griega es el protagonista el que incurre en hamartía, la cual provoca que el público experimente la catarsis. Esto se debe a que el héroe no merece su caída, y el público lo compadece. Dado que el héroe es parecido al público, este teme que la misma situación pueda presentárseles. 
Al experimentar los acontecimientos de la obra de forma vicaria a través del héroe se crea la compasión y el miedo dentro de cada espectador; no obstante, quedan purgados cuando la obra finaliza y el público se da cuenta de que era solo una imitación.
El error o defecto que constituye la hamartía varía; puede ser un error resultado de la ignorancia, un error de juicio, un defecto inherente en el carácter del héroe o una infracción.